# Pachacamita
Pachacamita es un poblado perteneciente a la comuna de La Calera, dentro de la Región de Valparaíso. Se ubica a 4 km de La Calera y a 2 km de Hijuelas (Ciudad más cercana), es orillada por el Río Aconcagua y conectada por la Ruta F-300, su población es de 470 habitantes según el Instituto Nacional de Estadísticas (INE 2019) y comparte cultura con Pachacama

## Historia
Pachacamita es un poblado que nació producto de las creencias quechuas, debido a que, la fundadora de Pachacamac (primer nombre dado al poblado) era descendiente de Pachacamac (dios quechua)

## Administración
Pachacamita, al igual que Artificio, Las Cabritas y Pachacama son consideradas como distritos censales, y cuentan con autonomía en torno a sus comunidades respectivas, mientras, son administradas por la Municipalidad de La Calera.
- Datos: Q126963893